# Zodarion rudyi
Zodarion rudyi är en spindelart som beskrevs av Robert Bosmans 1994. Zodarion rudyi ingår i släktet Zodarion och familjen Zodariidae. Inga underarter finns listade i Catalogue of Life.